# جوردان أمافي
جوردن كيفين أمافي (بالفرنسية: Jordan Amavi)‏ (مواليد 9 مارس 1994) هو لاعب كرة قدم فرنسي، يلعب حاليًا لصالح أستون فيلا.

## إحصائيات
آخر تحديث 29 أغسطس 2015.
| النادي     | الموسم  | الدوري                       | الدوري | الدوري | كأس الاتحاد الإنجليزي | كأس الاتحاد الإنجليزي | كأس الدوري | كأس الدوري | أخرى | أخرى  | المجموع | المجموع |
| النادي     | الموسم  | الدوري                       | ظهور   | أهداف  | ظهور                  | أهداف                 | ظهور       | أهداف      | ظهور | أهداف | ظهور    | أهداف   |
| ---------- | ------- | ---------------------------- | ------ | ------ | --------------------- | --------------------- | ---------- | ---------- | ---- | ----- | ------- | ------- |
| نيس ب      | 2012–13 | دوري البطولة الفرنسية 2      | 18     | 3      | 0                     | 0                     | 0          | 0          | —    | —     | 18      | 3       |
| نيس ب      | 2013–14 | دوري البطولة الفرنسية        | 2      | 0      | 0                     | 0                     | 0          | 0          | —    | —     | 2       | 0       |
| نيس ب      | المجموع | المجموع                      | 20     | 3      | 0                     | 0                     | 0          | 0          | 0    | 0     | 20      | 3       |
| نيس        | 2013–14 | الدوري الفرنسي الدرجة الأولى | 19     | 0      | 2                     | 0                     | 1          | 0          | 1    | 0     | 23      | 0       |
| نيس        | 2014–15 | الدوري الفرنسي الدرجة الأولى | 36     | 4      | 1                     | 0                     | 0          | 0          | —    | —     | 37      | 4       |
| نيس        | المجموع | المجموع                      | 55     | 4      | 3                     | 0                     | 1          | 0          | 1    | 0     | 60      | 4       |
| أستون فيلا | 2015–16 | الدوري الإنجليزي الممتاز     | 4      | 0      | 0                     | 0                     | 0          | 0          | —    | —     | 4       | 0       |
| المجموع    | المجموع | المجموع                      | 79     | 7      | 3                     | 0                     | 1          | 0          | 1    | 0     | 84      | 7       |

## روابط خارجية
- جوردان أمافي على موقع الاتحاد الأوربي (الإنجليزية)
- جوردان أمافي على موقع قاعدة بيانات كرة القدم.إي يو (الإنجليزية)
- جوردان أمافي على موقع ليكيب (الفرنسية)
- جوردان أمافي على موقع Soccerbase.com (لاعب) (الإنجليزية)
- جوردان أمافي على موقع Soccerway.com (الإنجليزية)
- جوردان أمافي على موقع عالم كرة القدم.نت (الإنجليزية)
- جوردان أمافي على موقع AS.com (الإسبانية)
- صفحة اللاعب على موقع الاتحاد الفرنسي لكرة القدم